# Demokratický deficit
Pojem demokratický deficit označuje nedostatečnou míru demokracie – nejen v totalitních režimech nebo státech s ještě nedostatečně vyvinutou demokracií, ale i v mezinárodních organizacích, do kterých jsou zástupci jednotlivých členů pouze jmenováni vládou nebo parlamentem členských zemí a/nebo v nich nemají dostatečné pravomoci.
Podle toho, kdo tento pojem používá, se jedná buď o nedostatek demokratických práv volených nebo jmenovaných reprezentantů nebo jednotlivců (z hlediska zastánců tzv. přímé demokracie).